# 吳叔獻
吳叔獻（?—?），浙江人，清朝政治人物。进士出身。
康熙45年（1706年），擔任清朝遵义府婺川縣知縣。后由潘樹柟接任。